# Indi(III) oxide
Indi(III) oxide (In2O3) là một hợp chất vô cơ, một oxide lưỡng tính của indi.

## Phản ứng
Khi nung nóng indi(III) oxide đến 700 ℃, hợp chất In2O được tạo ra, gọi là indi(I) oxide, ở 2000 ℃, indi(III) oxide bị phân hủy. Hợp chất này hòa tan trong acid, nhưng không hòa tan trong dung dịch kiềm. Ngoài ra, nó cũng phản ứng với amonia ở nhiệt độ cao, tạo ra hợp chất indi(III) nitride.
In2O3 + 2NH3 → 2InN + 3H2O
Với K2O, hợp chất K5InO4 chứa các ion InO45− được điều chế. Hợp chất indi(III) oxide còn phản ứng với một loạt các trioxide kim loại để sản xuất ra perovskit, ví dụ như phản ứng:
In2O3 + Cr2O3 → 2CrInO3

## Ứng dụng
Indi(III) oxide được sử dụng trong một số loại pin, gương phản chiếu hồng ngoại mỏng trong suốt cho ánh sáng nhìn thấy được (hot mirror), một số lớp phủ quang học và một số lớp phủ chống tĩnh điện. Kết hợp với thiếc(IV) oxide, indi(III) oxide tạo ra indi thiếc oxide (còn gọi là oxide indi pha tạp thiếc hoặc ITO), một vật liệu được sử dụng cho lớp phủ dẫn điện trong suốt.
Trong chất bán dẫn, indi(III) oxide có thể được sử dụng như một chất bán dẫn loại n, được sử dụng như một yếu tố điện trở trong các mạch tích hợp.